# 56 (số)
56 (năm mươi sáu) là một số tự nhiên ngay sau 55 và ngay trước 57.